# خط الخلافة على العرش الدنماركي

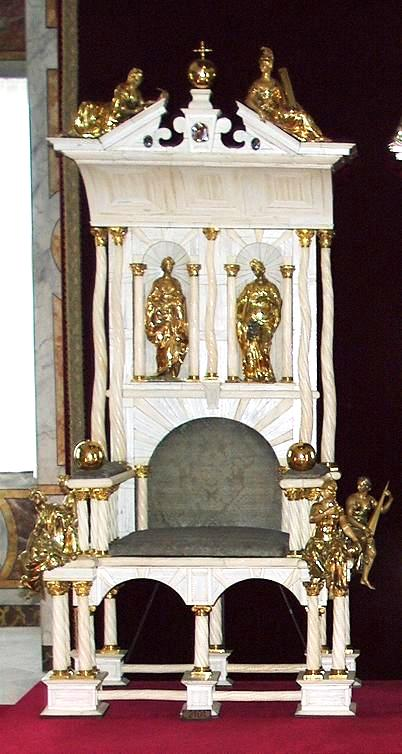
عرش الدنمارك الممسوح

قانون الخلافة الدنماركي، الصادر في 5 يونيو 1953، يقتصر العرش على المنحدرين من سلالة ملك الدنمارك كريستيان العاشر وزوجته ألكسندرين مكلنبورغ شفيرين، من خلال الزيجات المعتمدة. تحكم الوراثة بمبدأ الأولوية المطلقة للابن البكر في توريث العرش وذلك بموجب القانون الصادر عام 2009.

## قانون الخلافة
تفقد السلالات الحاكمة حقها في العرش إذا تزوج أحد أفرادها دون إذن من الملك أو الملكة. يُستبعد الأشخاص الذين ولدوا من زيجات غير مشروعة للأسرة الحاكمة أو من الأسر الحاكمة السابقة التي تزوجت بدون إذن ملكي، وأحفادهم، من حق العرش. بالإضافة إلى ذلك، يمكن للملك أو الملكة، عند الموافقة على زواج، فرض شروط يجب توفرها لكي يحق لأيّ نسل ناتج من هذا الزواج أن يمتلك حقوق الخلافة. إذا لم يكن هناك شخص مؤهل لتوريث العرش، فإن البرلمان الدنماركي (الفولكيتينج) لديه الحق في انتخاب ملك جديد وتحديد نظام تعاقب الخلافة.